# Municipalità di Light
La municipalità di Light è una Local Government Area che si trova in Australia Meridionale. Essa si estende su una superficie di 1.277,6 chilometri quadrati e ha una popolazione di 13.658 abitanti. La sede del consiglio si trova a Kapunda.